# ذراع المروي (حبيل جبر)

تعديل مصدري - تعديل

ذراع المروي هي إحدى قرى عزلة حبيل جبر بمديرية حبيل جبر التابعة لمحافظة لحج، بلغ تعداد سكانها 31 نسمة حسب تعداد اليمن لعام 2004.